# Darhati
Darhati (Mongolski: Дархад, lit. "nedodirivi" ili "zaštoćeni od strane crkve" ili "zanatlije" po gradu Darhan) mala su podgrupa Mongolskih naroda koja živi predominantno na severu Mongolije u regionima: Bayanzürkh, Khövsgöl, Ulaan-Uul, Khövsgöl, Renchinlkhümbe, Khövsgöl i Tsagaannuur, Khövsgöl Sum, Khövsgöl. Darhatska kotlina je dobila ime po njima. Regionalna varijanta mongolskog jezika je jezik kojim ovaj narod govori, darhatski dijalekat. Po popisu iz 2000. godine, 16.268 ljudi se izjasnilo Darhatima.
Darhat je originalno bio deo Ojratskog ili Hotogojtskog plemena. Između 1549. i 1686. godine, oni su podeljeni prilikom administrativne podele Mongolije za vreme vladavine dinastije Ćing između Zasagt-Kana Severne Mongolije i Altan-kana Hotogojtskog. Godine 1786. su se priklonili Luvsantüvdenvanchug IV Jebtsundamba Khutuktu (duhovni vođa Gelug linije tibetanskog budizma u Mongoliji). Okvirno su u tom periodu zadenuli naziv Crni Darhati.
Mnogi Darhati praktikuju šamanizam.

## Spoljašnje veze
- BBC: Darhad Tribe
- "Guarding the Spirit of Our Ancestor, Genghis Khan."